# Altamura Calcio 1991-1992
Questa voce raccoglie le informazioni riguardanti  l'Altamura Calcio nelle competizioni ufficiali della stagione 1991-1992.

## Rosa
| N. |                   | Ruolo | Calciatore                |
| -- | ----------------- | ----- | ------------------------- |
|    | Italia (bandiera) | A     | Michele Angelastro        |
|    | Italia (bandiera) | D     | Domenico Baccilieri       |
|    | Italia (bandiera) | C     | Vito Bitetto              |
|    | Italia (bandiera) | A     | Giuseppe Bucceri          |
|    | Italia (bandiera) | A     | Emanuele Cancellato       |
|    | Italia (bandiera) | D     | Nicola Cassano            |
|    | Italia (bandiera) | D     | Domenico Cornacchia       |
|    | Italia (bandiera) | A     | Francesco De Napoli       |
|    | Italia (bandiera) | C     | Massimiliano Di Benedetto |
|    | Italia (bandiera) | C     | Francesco Di Nardo        |
|    | Italia (bandiera) | C     | Mariano Fioravanti        |
|    | Italia (bandiera) | C     | Antonio Gaspari           |
|    | Italia (bandiera) | A     | Giuseppe Innella          |
|    | Italia (bandiera) | P     | Giovanni Iurino           |

| N. |                   | Ruolo | Calciatore              |
| -- | ----------------- | ----- | ----------------------- |
|    | Italia (bandiera) | D     | Carmelo La Spada        |
|    | Italia (bandiera) | D     | Matteo Lauriola         |
|    | Italia (bandiera) | D     | Emanuele Loiacono       |
|    | Italia (bandiera) | A     | Aniello Matrone         |
|    | Italia (bandiera) | D     | Pasquale Mirizzi        |
|    | Italia (bandiera) | A     | Paolo Natalicchio       |
|    | Italia (bandiera) | C     | Vincenzo Patella        |
|    | Italia (bandiera) | A     | Giuseppe Popolizio      |
|    | Italia (bandiera) | C     | Onofrio Quattromini     |
|    | Italia (bandiera) | C     | Cosimo Recchia          |
|    | Italia (bandiera) | C     | Antonino Santonocito    |
|    | Italia (bandiera) | D     | Arcangelo Sciannimanico |
|    | Italia (bandiera) | P     | Pietro Spinosa          |